# Мюррей, Гленн
Гленн Мюррей (англ. Glenn Murray; 25 сентября 1983, Мэрипорт, Англия) — английский футболист, нападающий.

## Карьера

### Клубная
Начинал карьеру в клубе «Уэркингтон». В 2004 году играл в США за «Уилмингтон Хаммерхэдс».
Вернулся в Англию. В 2004 году провёл 6 игр и забил 6 голов в одном из низших дивизионов, выступая за клуб «Барроу».
В 2004 году перешёл в «Карлайл Юнайтед», представляющий Национальную Конференцию (5-й дивизион Англии). В сезоне 2004/2005 провёл 22 игры, забил 2 гола. Клуб занял 3-е место, дающее право бороться за повышение в классе. Команда стала победителем плей-офф и вышла во Вторую лигу (4-й дивизион). В сезоне 2005/2006 провёл во Второй лиге 26 игр и забил 3 гола. «Карлайл» стал чемпионом и вышел в Первую лигу (3-й дивизион). В сезоне 2006/2007 провёл один матч за «Карлайл» в Первой лиге. Играл в аренде за «Стокпорт Каунти». Провёл за клуб 11 матчей и забил 3 мяча во Второй лиге.
В 2006 году стал выступать за клуб «Рочдейл». В сезоне 2006/2007 провёл во Второй лиге 31 матч и забил 16 голов. В сезоне 2007/2008 провёл 23 игры и забил 9 голов.
В начале 2008 года подписал контракт с клубом «Брайтон энд Хоув Альбион», играющим в Первой лиге. В сезоне 2007/2008 провёл 21 матч, забил 9 голов. На протяжении следующих трёх сезонов продолжал играть за «Брайтон» в Лиге 1. В общей сложности сыграл в чемпионате 118 матчей и забил 54 гола, выступая за этот клуб. В сезоне 2010/2011 вместе с командой стал чемпионом и вышел в Чемпионшип.
Летом 2011 года перешёл в «Кристал Пэлас», выступающий в Чемпионшипе. В первом сезоне сыграл 38 матчей в чемпионате и забил 6 голов. В сезоне 2012/2013 принял участие в 43 играх и забил 30 голов, став лучшим бомбардиром Чемпионшипа. «Кристал Пэлас» занял 5-е место в чемпионате, одержал победу в играх плей-офф и вышел в Премьер-лигу. Мюррей вошёл в «Команду года» по версии ПФА. В сезоне 2013/2014 провёл в Премьер-лиге 14 игр, забил 1 гол. В сезоне 2014/2015 сыграл 17 матчей и забил 7 голов в АПЛ. Был в аренде в «Рединге», за который провёл 18 встреч в Чемпионшипе и забил 8 голов.
В сентябре 2015 года перешёл в футбольный клуб «Борнмут». В чемпионате сыграл 19 матчей, забил 3 гола.
Летом 2016 года был отдан в аренду в «Брайтон энд Хоув Альбион». В январе 2017 года «Брайтон» выкупил Мюррея у «Борнмута». В сезоне 2017/2018 сыграл 35 матчей и забил 12 голов в чемпионате. В сезоне 2018/19 сыграл 38 матчей и забил 13 голов в чемпионате.

## Достижения

### Командные
Карлайл Юнайтед
- Победитель плей-офф за выход в Лигу 2 (1): 2004/2005.
- Чемпион Англии (Лига 2) (1): 2005/2006.

 Брайтон энд Хоув Альбион
- Чемпион Англии (Лига 1) (1): 2010/2011.

 Кристал Пэлас
- Победитель плей-офф за выход в Премьер-лигу (1): 2012/2013.

### Индивидуальные
- Лучший бомбардир чемпионата Англии (Чемпионшип) (1): 2012/2013 (30 голов).
- Член «Команды года» в Чемпионшипе по версии ПФА (1): 2012/2013.